# Svärdsjö, Enviken och Sundborns pastorat
Svärdsjö-Envikens pastorat är ett pastorat i Falu-Nedansiljans kontrakt i Västerås stift i Falu kommun i Dalarnas län. 
Pastoratet bildades 2018 genom sammanläggning av pastoraten:
- Svärdsjö-Envikens pastorat
- Sundborns pastorat

Pastoratet består av följande församlingar:
- Svärdsjö församling
- Envikens församling
- Sundborns församling

Pastoratskod är 051202.